# Team Konica Minolta/Bizhub
El Team Konica Minolta/Bizhub (código UCI: KON) fue un equipo ciclista sudafricano de categoría Continental. El equipo participaba principalmente en el UCI Africa Tour, aunque ocasionalmente también participaba en carreras de los Circuitos Continentales UCI de otros continentes.
El patrocinador principal del equipo era la compañía Konica Minolta.

## Sede
El equipo tenía su sede en Midrand, un distrito de la ciudad de Johannesburgo (provincia de Gauteng). Anteriormente tuvo su sede en Centurion, una ciudad de la misma provincia.

## Clasificaciones UCI
A partir de 2005 la UCI instauró los Circuitos Continentales UCI, donde el equipo está desde que se creó dicha categoría ya que este se creó en dicho año, registrado dentro del UCI Africa Tour. Estando en las clasificaciones del UCI Africa Tour Ranking, UCI Asia Tour Ranking y UCI Europe Tour Ranking.
Las clasificaciones del equipo y de su ciclista más destacado son las siguientes.
| Temporada               | Clasificación por equipos | Mejor corredor en la clasificación individual | Posición |
| 2005 (Africa Tour)      | 3.º                       | James Lewis Perry                             | 13.º     |
| 2005 (Asia Tour)        | 33.º                      | James Lewis Perry                             | 111.º    |
| 2005 (Europe Tour)      | 57.º                      | Kevin Evans                                   | 111.º    |
| 2005-2006 (Africa Tour) | 2.º                       | Peter Velits                                  | 13.º     |
| 2005-2006 (Asia Tour)   | 20.º                      | John-Lee Augustyn                             | 51.º     |
| 2005-2006 (Europe Tour) | 62.º                      | Peter Velits                                  | 76.º     |
| 2006-2007 (Africa Tour) | 7.º                       | Tiaan Kannemeyer                              | 48.º     |
| 2006-2007 (Asia Tour)   | 37.º                      | Christopher Froome                            | 108.º    |
| 2006-2007 (Europe Tour) | 105.º                     | Christopher Froome                            | 571.º    |
| 2007-2008 (Africa Tour) | 5.º                       | Christoff Van Heerden                         | 4.º      |
| 2008-2009 (Africa Tour) | 12.º                      | Kosie Loubser                                 | 41.º     |
| 2008-2009 (Africa Tour) | 52.º                      | Denis Van Niekerk                             | 230.º    |

## Palmarés

### Palmarés 2009
El equipo no consiguió victorias durante dicha temporada.

## Plantilla
Para años anteriores, véase Plantillas del Konica Minolta/Bizhub

### Plantilla 2009
| Nombre             | Nacimiento | Nacionalidad | Equipo 2008                |
| Shaun Davel        | 25/07/1985 | Sudáfrica    | Amore & Vita-Mc Donald's   |
| Mauritz Faber      | 14/04/1989 | Sudáfrica    | Team Konica Minolta/Bizhub |
| Kosie Loubser      | 03/01/1977 | Sudáfrica    | Neoprofesional             |
| Casey Munro        | 24/01/1985 | Australia    | Drapac Porsche             |
| Dennis van Niekerk | 19/10/1984 | Sudáfrica    | Team Konica Minolta/Bizhub |
| Tim Schlighting    | 24/06/1990 | Alemania     | Neoprofesional             |
| Pieter Seyffert    | 27/12/1986 | Sudáfrica    | Team Konica Minolta/Bizhub |
| Tiaan Swart        | 14/03/1990 | Sudáfrica    | Neoprofesional             |
| Ab van der Walt    | 04/07/1989 | Sudáfrica    | Neoprofesional             |
| Paul van Zweel     | 05/04/1990 | Sudáfrica    | Neoprofesional             |

1. ↑  Desde el 18 de mayo.